# Sidzina (Kraków)

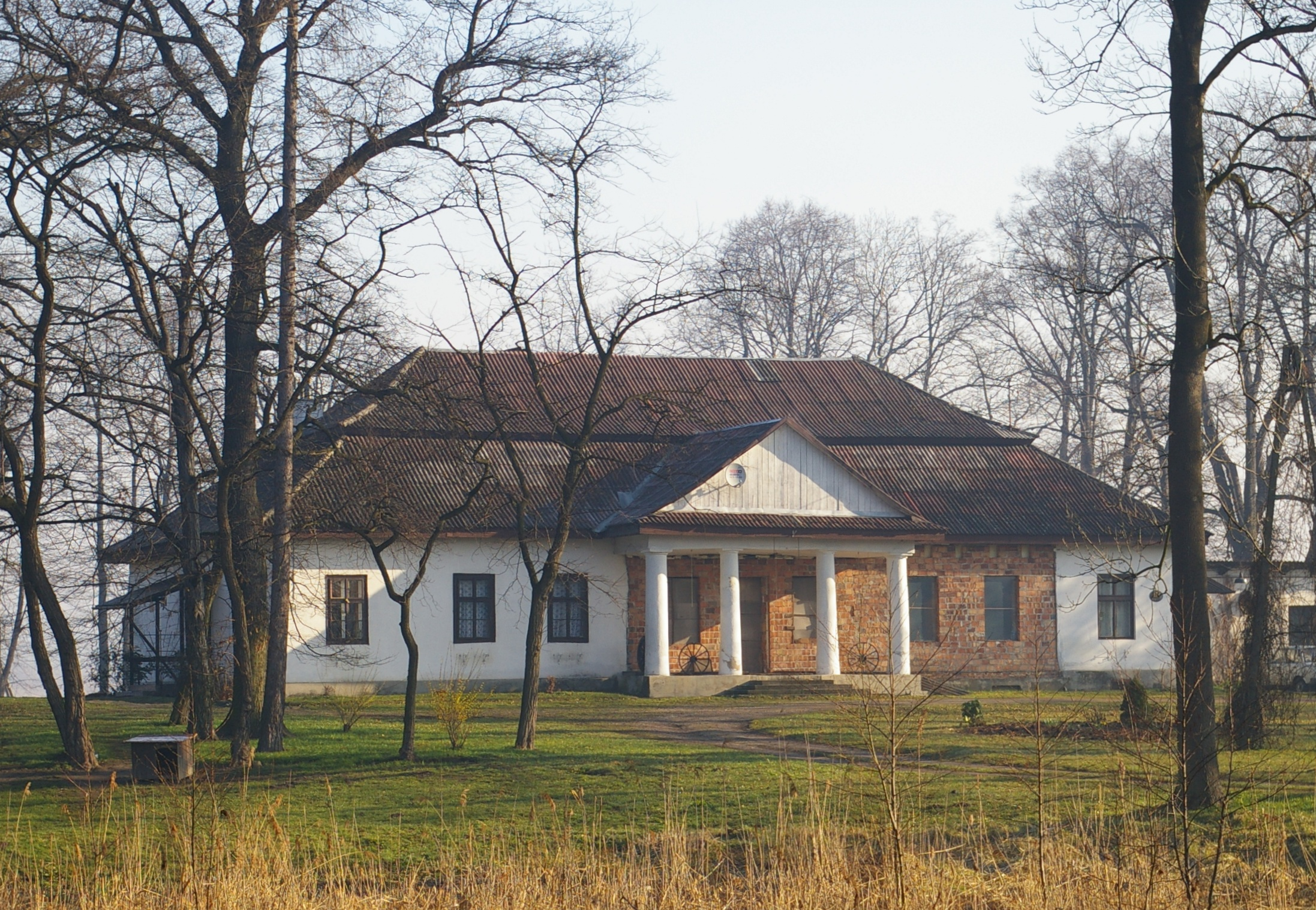
Dworek w Sidzinie

Sidzina – obszar Krakowa wchodzący w skład Dzielnicy VIII Dębniki. Sidzina stanowi najbardziej na południe wysuniętą część Dzielnicy VIII i położona jest już poza IV obwodnicą Krakowa. Liczy około 2700 mieszkańców.

## Historia
Pierwsza wzmianka o wsi Sidzina pochodzi z 1198. Wieś wymieniona jest w przywileju wyliczającym dobra klasztoru miechowskiego. W Sidzinie szlachcic Michora podarował klasztorowi słone źródło, które później wyschło. Warzelnie soli posiadał tutaj klasztor zwierzyniecki. Jednakże również one już za czasów Jana Długosza były wyschnięte. W XV wieku wieś posiadała 6 łanów kmiecych i karczmę. Według Długosza Sidzina była własnością częściowo opactwa tynieckiego, częściowo natomiast osób prywatnych. Taki układ własności zachował się aż do końca XVIII wieku. Po supresji opactwa tynieckiego (zob. kasata józefińska) część klasztorna przeszła na własność Funduszu Religijnego.
Według Słownika geograficznego Królestwa Polskiego z lat 80. XIX wieku, wieś posiadała 201 domów i 781 mieszkańców. 722 spośród nich było wyznania rzymskokatolickiego, a 59 mojżeszowego. We wsi funkcjonowała szkoła filialna.
W 1947 r. powstał przystanek Kraków Sidzina na linii kolejowej 94 Kraków Płaszów – Oświęcim.
1 stycznia 1973 Sidzina została przyłączona do miasta Krakowa.

## Zabytki
- Klasycystyczny dworek z początku XIX wieku. Wraz z otaczającym go parkiem stanowi obecnie własność prywatną.